# خورانك
خورانك هي قرية في مقاطعة ساوجبلاغ، إيران. عدد سكان هذه القرية هو 80 في سنة 2006.